# Edward Gibbon
Edward Gibbon (Putney, Surrey, 1737. május 8. – London, 1794. január 16.) brit történész. Elsősorban a Római Birodalom történetével foglalkozott, fő műve: The History of the Decline and Fall of the Roman Empire (A Római Birodalom hanyatlásának és bukásának története).

## Élete és munkássága
Gibbon jómódú családban született, hétévesen elveszítette az anyját. 1752-től Oxfordban tanult, ahol nagy hatással volt rá többek között Jacques-Bénigne Bossuet, így 1753-ban fölvette a katolicizmust. Ez azonban akkora botrányt okozott, hogy el kellett hagynia Oxfordot. Lausanne-ban a svájci kálvinizmus hatására látszólag visszatért a protestantizmushoz. A valóságban azonban teljesen szakított a kereszténységgel, és annak jelentős kritikusává vált. Lausanne-ban kezdte olvasni az antik szerzőket. 1757-ben apja megtiltotta tervezett házasságát, így nőtlen maradt egész életében. Még ebben az évben visszatért Angliába.
1763-ban Párizsba utazott, ahol találkozott többek között Denis Diderot-val, majd Rómába ment, ez szintén nagy benyomást tett rá. Saját leírása szerint az egyik nap a Capitolium tövében üldögélt, és a mezítlábas ferences szerzetesek énekét hallva és megdöbbenve az ókori és a középkori kontrasztján, támadt az a gondolata, hogy megírja a Birodalom hanyatlásának történetét. Apja halála után, 1770-ben Londonba költözött. 1776-ban kiadta munkája első részét, amely szenzációt és erős vitákat keltett. 1788-ban jelent meg a teljes mű. 1783-tól újra Lausanne-ban élt, majd miután visszatért Angliába, 1794-ben, 56 éves korában váratlanul meghalt.

## Történelemszemlélete és hatása
Gibbon szerint „A történelem valójában csak kevéssel több, mint az emberiség szerencsétlenségeinek, őrültségeinek és bűntényeinek a katalógusa”. A hanyatlás mögött erkölcsi okokat kereső szemlélete hasonló a kortárs Montesqieu felfogásához - emiatt az a kritika érte, hogy műve nem elsősorban történettudomány, hanem saját korának akar vele görbe tükröt állítani. A könyv emiatt sokkal többet árul el a XVIII. század Angliájáról, azaz saját koráról, mint a római császárokról.
Egy város felemelkedése és birodalommá terebélyesedése, ez a rendkívüli csoda, méltán foglalkoztatja a filozófia iránt fogékony szellemet. Róma hanyatlása ezzel szemben természetes és elkerülhetetlen következménye volt a birodalom mértéktelen nagyságának. A jólét megérlelte a bomlás folyamatát, a mind kiterjedtebb hódítások hatására a hanyatlást előidéző okok megsokasodtak, és amint az idő, illetve a véletlen kikezdte a birodalom mesterséges támasztékait, a hatalmas építmény önnön súlya alatt omlott össze. A pusztulás okai egyszerűek és maguktól értetődőek; ahelyett, hogy Róma összeomlásának okait vizsgálnánk meg, azon kellene inkább eltöprengenünk, vajon hogyan állhatott fenn ilyen hosszú ideig a birodalom. A győzedelmes légiók, akik a távoli háborúkban megfertőződtek az idegen népek és zsoldosok bűneitől, először a köztársaság szabadságát nyomták el, később pedig kikezdték a »bíborsávos« rend felsőbbségét. A császárok, aggódva saját biztonságuk és a közbéke miatt alantas eszközökhöz nyúltak, így megbomlasztották a hadsereg fegyelmét. A légiók ezután már nemcsak a külső ellenség, hanem az uralkodó számára is veszélyessé váltak. A katonai igazgatás erejét meggyengítette, végül pedig szétbomlasztotta az intézmények Constantinus által véghez vitt decentralizációja; a barbár hordák áradata pedig végleg elsöpörte a római civilizációt.
Gibbon nem filozófiai okokat keresett a Birodalom bukása mögött, hanem ezt egy természetes folyamatnak fogta föl: szerinte ugyanis amennyiben a római civilizáció éltető erkölcsi alapjai, a rómaiság értékei elsorvadnak, akkor maga a civilizáció is összeomlik. Ennek csak egyik összetevője a polgárkatonák eltűnése, és a zsoldoshadseregek megjelenése. Gibbon ugyanis osztotta a késői antik pogány szerzők, pl. Symmachus nézeteit is, akik szerint a birodalom hanyatlását végső soron a kereszténység okozta azzal, hogy a transzcendencia felé terelte az emberek figyelmét, elvonva őket az államügyektől.
Gibbon műve az angol történetírás „kiemelkedő remeke, mely csak magával az angol nyelvvel fog elmúlni”. Hatása emiatt nehezen felmérhető: még Churchill is őt követte az angolul beszélő népek történetének megírása során. Váczy Péter Gibbonhoz hasonlóan abban látta a bukás okait, hogy a Jézus második eljövetelét váró, és ezért sem a katonáskodással, sem a közügyek intézésével nem foglalkozó rómaiak helyét fokozatosan a barbárok vették át, ami miatt ezek súlya a tényleges hatalmat jelentő római hadseregben túlzottan megnőtt.
A szenátori rend hanyatlásának és a birodalom bukásának az összefüggését vallja Gibbonhoz hasonlóan Bibó István mestere, Guglielmo Ferrero, aki az Ókori civilizáció bukása című művében az állandó trónviszályokat és emiatt a birodalom kivérzését annak tudja be, hogy a szenátus elveszítette azon funkcióját, hogy ő legitimálta az új császárt. Így a keresztény hitviták századaiban vallási legitimációt kereső császárok nem kaptak elég legitimitást, melyet a birodalom egésze elfogadott volna. Ebből aztán automatikusan következett a polgárháborúk végtelen sora, melyek a barbárok beözönléséhez vezettek.
Gibbon – nem leragadva a 476-os dátumnál – a Római Birodalom bukásának történetét egészen Konstantinápoly 1453-as bukásáig mutatja be, ami termékenyítőleg hatott olyan szerzőkre is, mint Henri Pirenne, akinek híres tézise szerint a birodalom tényleges összeomlása, a Földközi-tenger, a római Mare Nostrum medencéjének végleges kettéválása a VIII. századi arab hódítás következménye. A mai történetírók kerülik a bukás kifejezést a Római Birodalom kapcsán – legjelesebb képviselőjük, Peter Brown azt hangsúlyozza, hogy a kereszténység nem megbuktatta a birodalmat, hanem átalakította, új tartalmat adott neki, míg a rómaiság ma is vállalható értékei továbbéltek.

## Magyarul megjelent művei
- Gibbon Edvárd: A Római Birodalom hanyatlásának és bukásának története, 1-2. Kiadja Ráth Mór, Pest, 1868. Fordította: Hegyessy Kálmán. Letölthető: http://mediatar.rfmlib.hu/digitkonyvtar/romai_birodalom_hanyatlasanak_es_bukasanak_tortenete/romai_birodalom_hanyatlasa_es_bukasa_1.pdf http://mediatar.rfmlib.hu/digitkonyvtar/romai_birodalom_hanyatlasanak_es_bukasanak_tortenete/romai_birodalom_hanyatlasa_es_bukasa_2.pdf
- Konstantinápoly eleste 1453-ban; ford. Bozóky Alajos; Franklin, Bp., 1913 (Olcsó könyvtár) http://mek.oszk.hu/19300/19365/
- A hunok hódításai és Attila birodalma; ford., jegyz., utószó Óvári Csaba; Attraktor, Máriabesnyő-Gödöllő, 2016
- Mohamed élete és az iszlám születése; ford., jegyz., utószó Óvári Csaba; Attraktor, Máriabesnyő, 2018
- Az iszlám hódítások és a kalifák uralma; ford., jegyz., utószó Óvári Csaba; Attraktor, Máriabesnyő, 2019
- A kalifák birodalmának hanyatlása. Attraktor, Máriabesnyő, 2022. Ford., jegyz., utószó Óvári Csaba.